# Kersys
A Kersys é uma empresa brasileira de desenvolvimento de softwares de gestão para a áreas florestais e do agronegócio. Sua matriz está localizada em São José dos Campos, estado de São Paulo, Brasil.[carece de fontes?]

## História
Foi fundada em janeiro de 2001 por um grupo de analistas de sistemas, formados na Faculdade de Administração e Informática de Santa Rita do Sapucaí para prestar serviço de desenvolvimento de software para empresas de TI em Belo Horizonte.[carece de fontes?]